# Love Life (serie televisiva)
Love Life è una serie televisiva statunitense, creata da Sam Boyd e trasmessa in streaming su HBO Max dal 27 maggio 2020.

## Trama
La serie ruota attorno alla vita sentimentale di Darby Carter nel corso degli anni.

## Episodi
| Stagione         | Episodi | Prima TV Regno Unito | Prima TV Italia |
| ---------------- | ------- | -------------------- | --------------- |
| Prima stagione   | 10      | 2020                 | 2020            |
| Seconda stagione | 10      | 2021                 | 2022            |

## Personaggi e interpreti

### Personaggi principali
- Darby Carter (stagioni 1-2), interpretata da Anna Kendrick, doppiata in italiano da Elena Perino.[1]
- Sara Yang  (stagioni 1-2), interpretata da Zoë Chao.[1]
- Mallory Moore (stagioni 1-2), interpretata da Sasha Compère.[1]
- Jim (stagioni 1-2), interpretato da Peter Vack, doppiato in italiano da Massimo Aresu.[1]
- Marcus Watkins (stagione 2), interpretato da William Jackson Harper.[1]
- Mia Hines (stagione 2), interpretata da Jessica Williams.[1]
- Yogi (stagione 2), interpretato da Chris Powell.[1]
- Ida Watkins (stagione 2), interpretata da Punkie Johnson.[1]
- Narratrice (stagione 1), doppiata originalmente da Lesley Manville e in italiano da Antonella Giannini.[1]
- Narratore (stagione 2), doppiato originalmente da Keith David.[1]

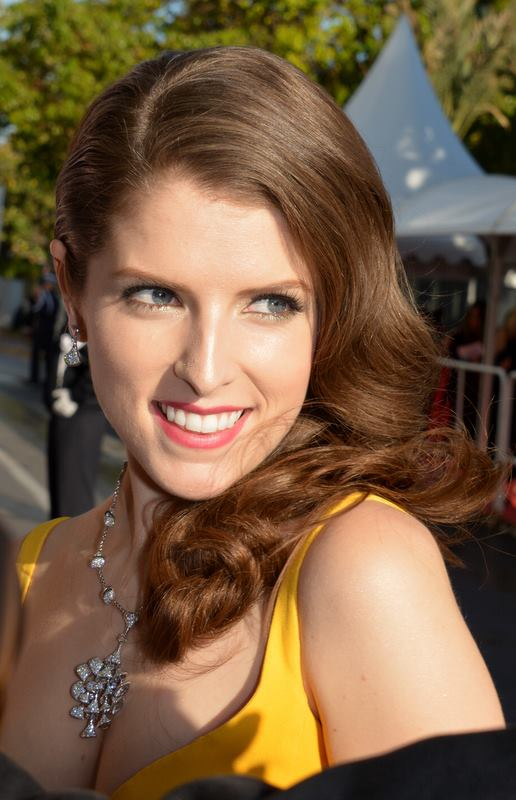
Anna Kendrick, interprete di Darby Carter
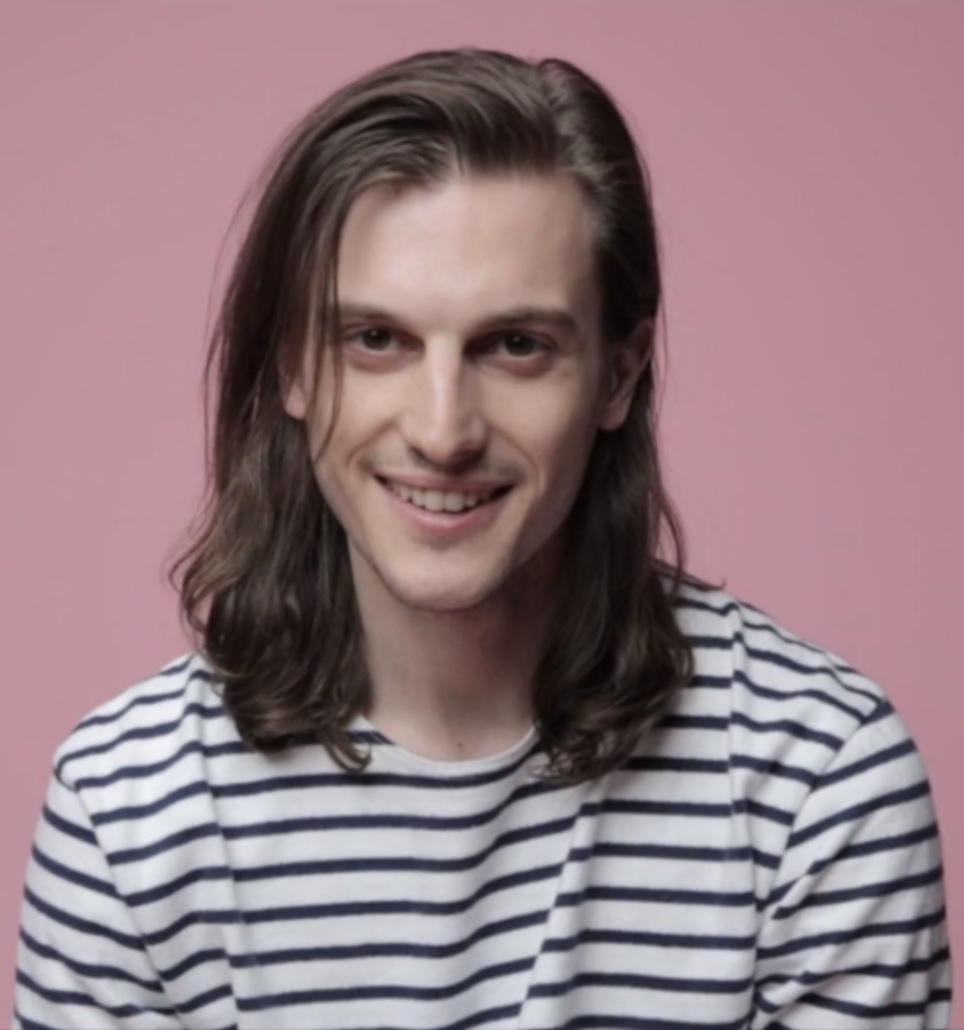
Peter Vack, interprete di Jim
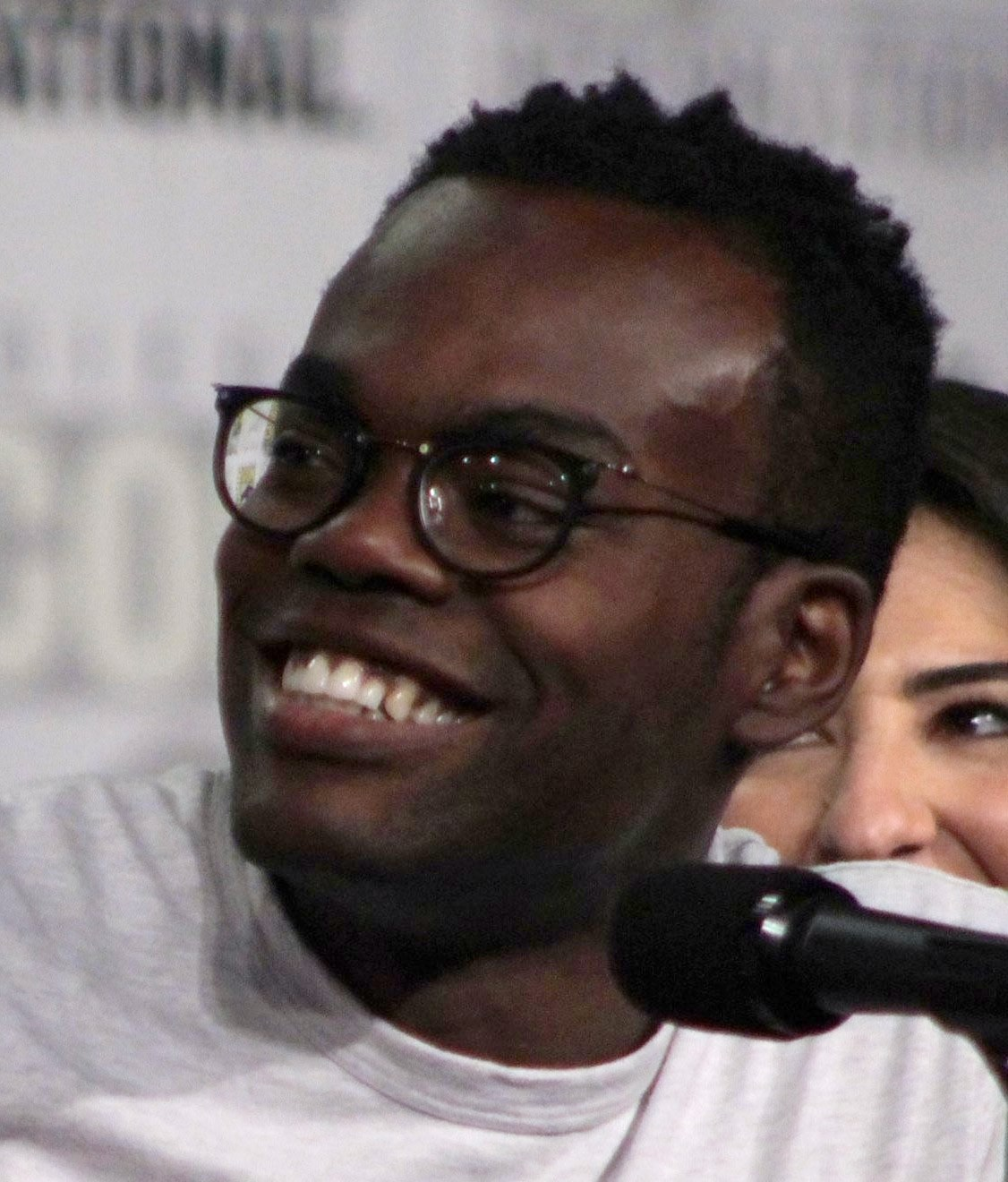
William Jackson Harper, interprete di Marcus Watkins
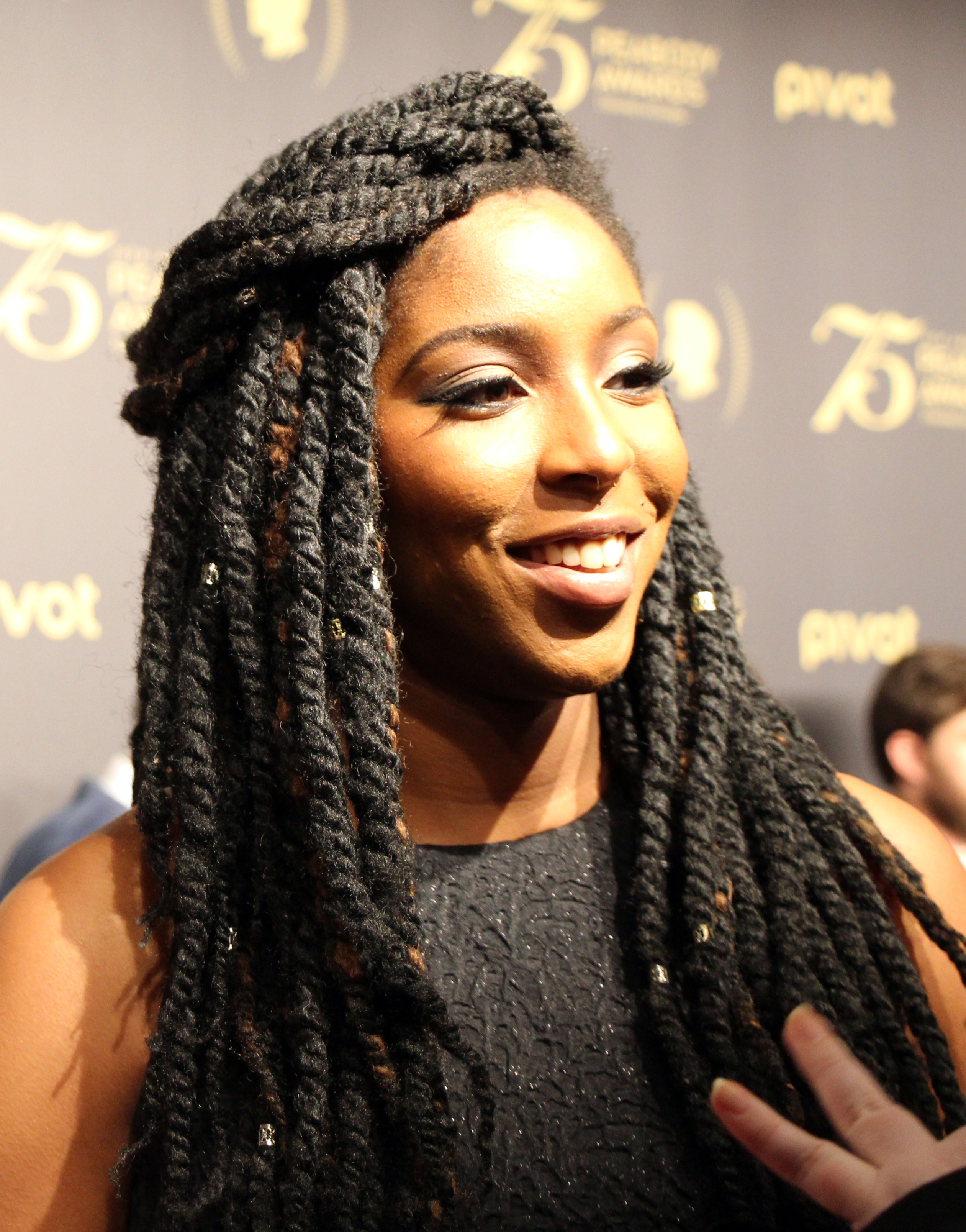
Jessica Williams, interprete di Mia Hines
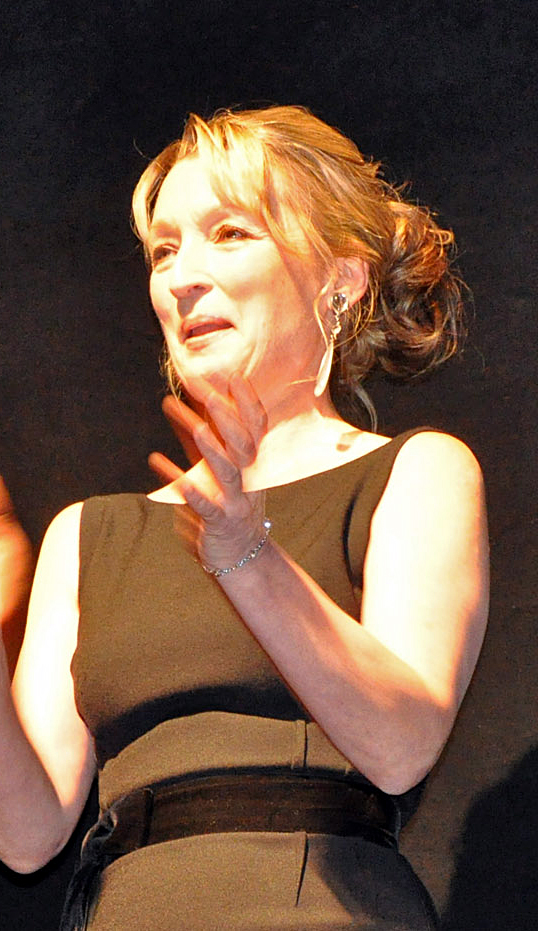
Lesley Manville, narratrice della prima stagione
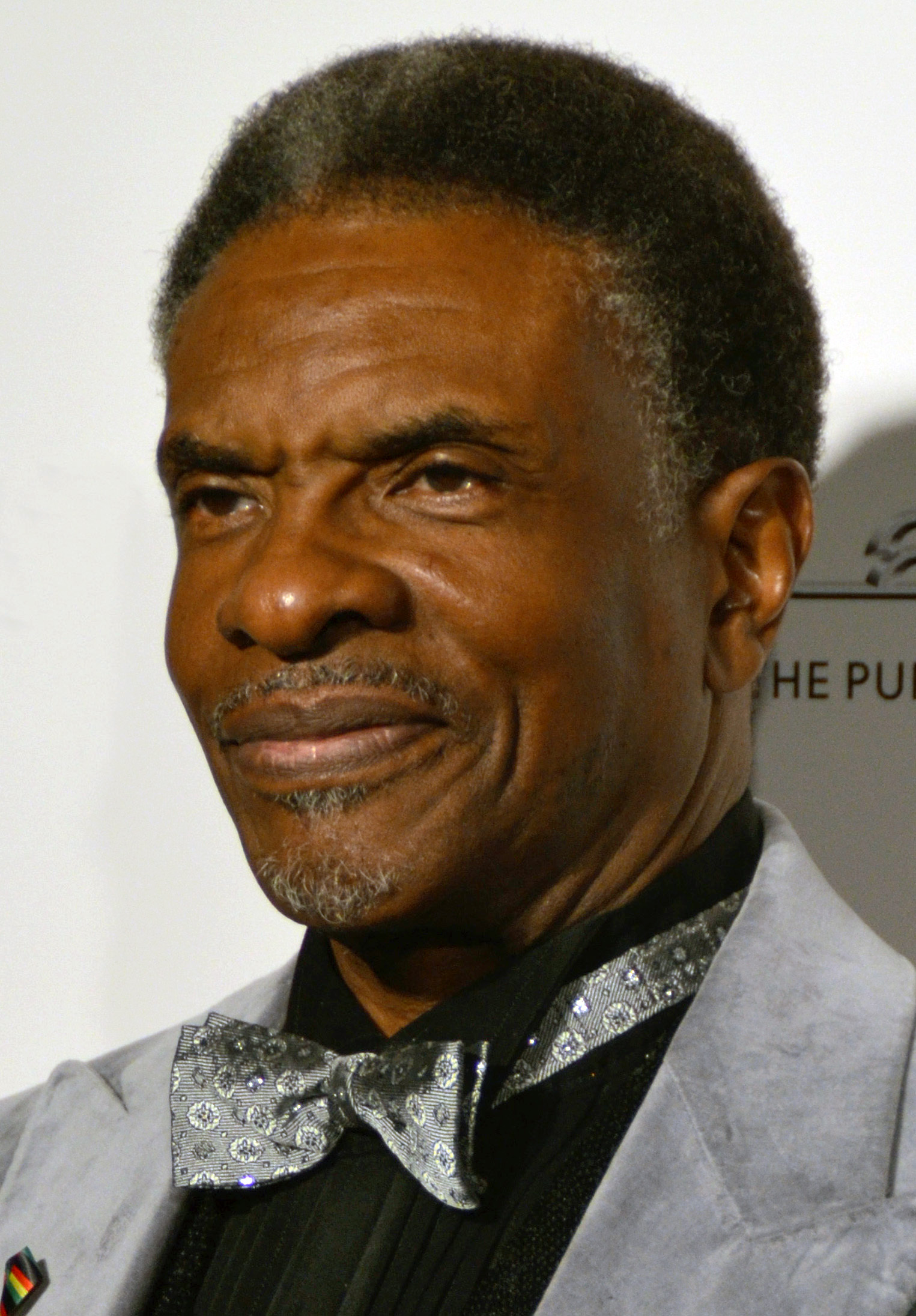
Keith David, narratore della seconda stagione

### Personaggi ricorrenti
- Augie Jeong, interpretato da Ha Jin, doppiato in italiano da Raffaele Carpentieri.[1]
- Claudia Hoffman, interpretata da Hope Davis.[1]
- Luke Ducharme (stagione 1), interpretato da John Gallagher Jr., doppiato in italiano da Federico Campaiola.[1]
- Hunter Carter (stagione 1), interpretato da Jackson Demott Hill, doppiato in italiano da Adriano Venditti.[1]
- Grant (stagione 1), interpretato da Kingsley Ben-Adir, doppiato in italiano da Massimo Bitossi.[1]
- Donna Watkins (stagione 2), interpretata da Janet Hubert-Whitten.[1]
- Trae Lang (stagione 2), interpretato da Jordan Rock.[1]
- Becca Evans (stagione 2), interpretata da Leslie Bibb.[1]
- Kirby Watkins (stagione 2), interpretato da John Earl Jelks.[1]
- Kian Parsa (stagione 2), interpretato da Arian Moayed.[1]
- Josh (stagione 2), interpretato da Steven Boyer.[1]

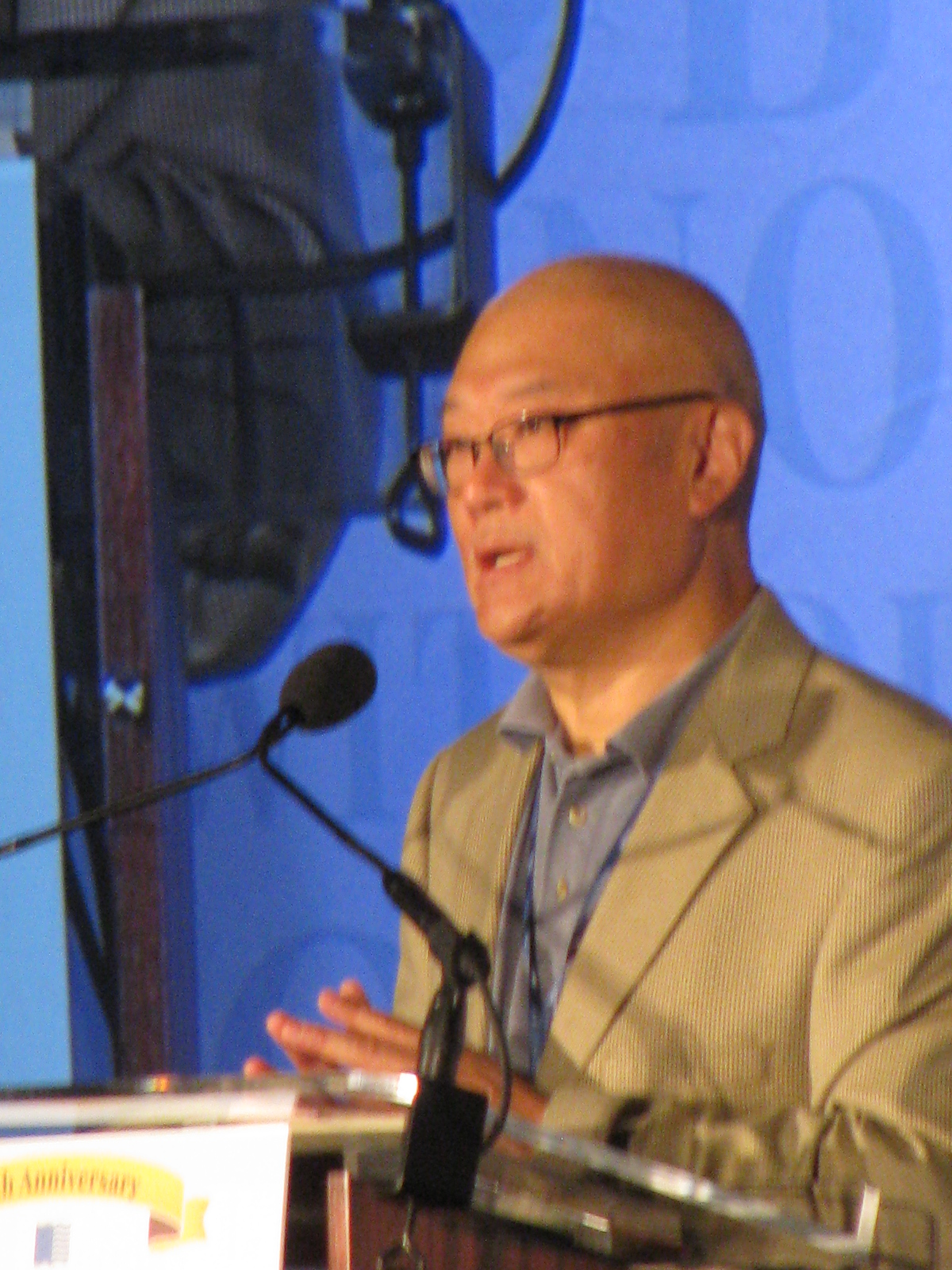
Ha Jin, interprete di Augie Jeong
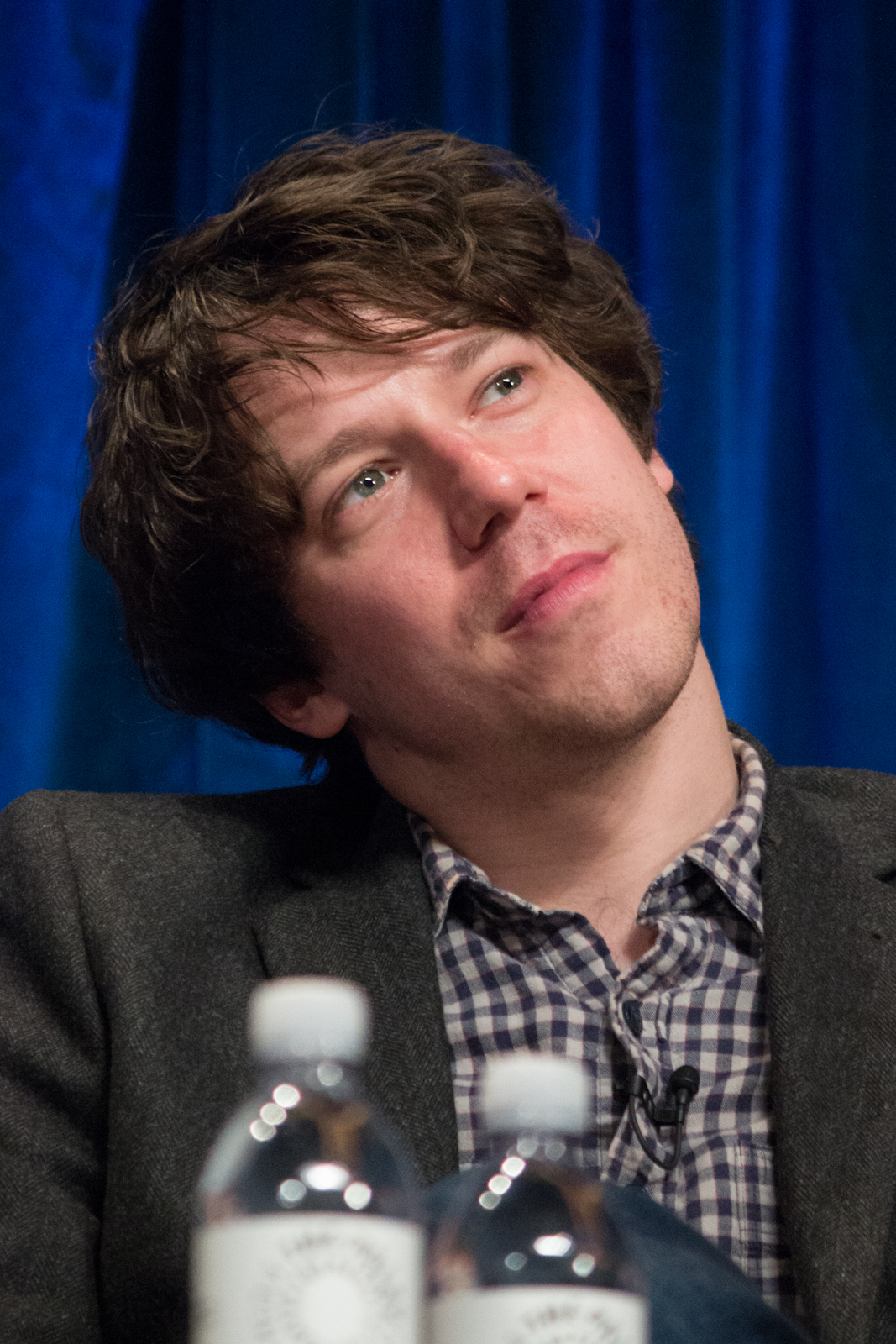
John Gallagher Jr., interprete di Luke Ducharme
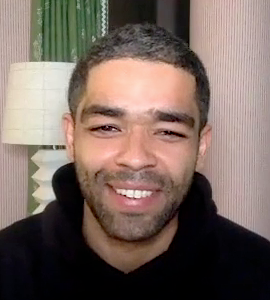
Kingsley Ben-Adir, interprete di Grant
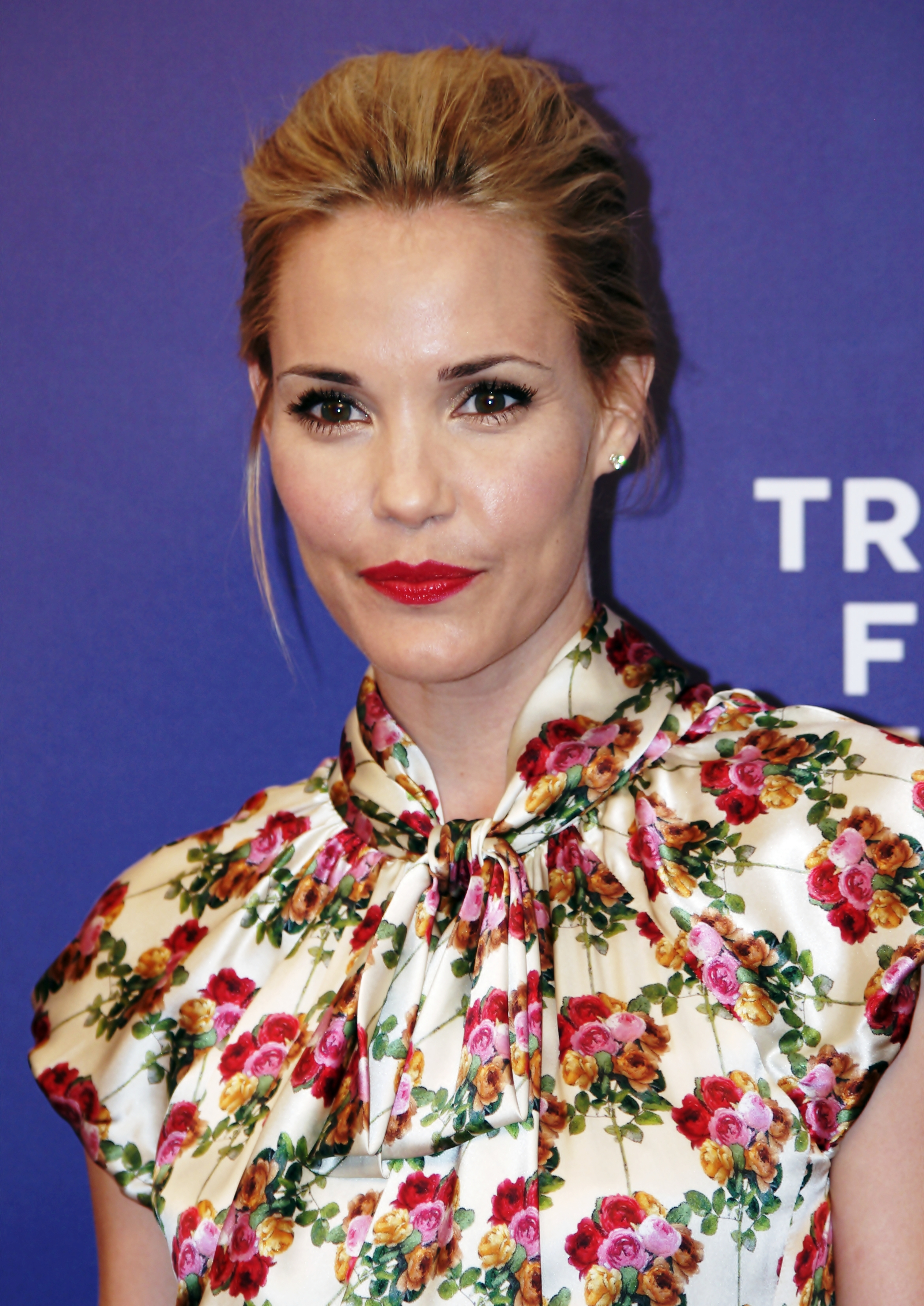
Leslie Bibb, interprete di Becca Evans
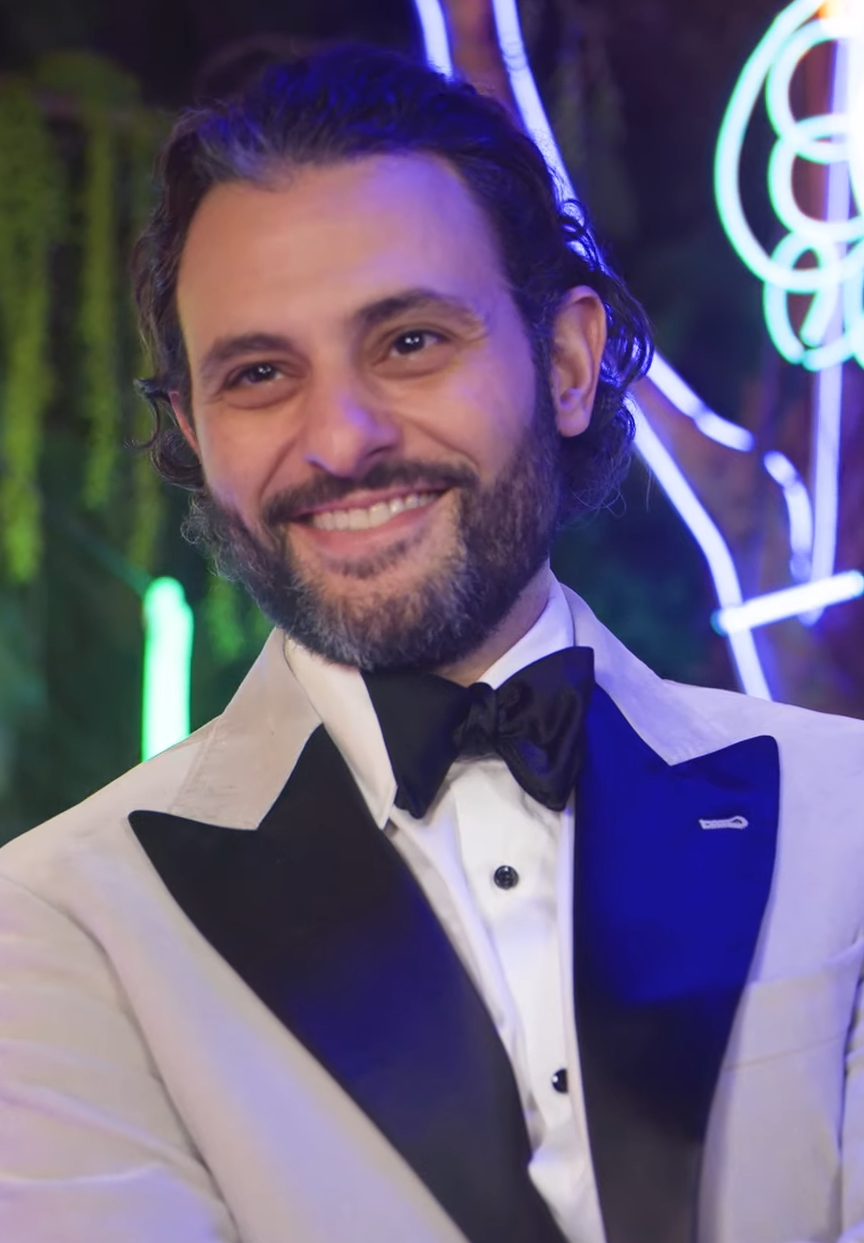
Arian Moayed, interprete di Kian Parsa

## Produzione
Nel giugno 2020 la serie è stata rinnovata per una seconda stagione.

## Distribuzione
La serie è stata distribuita in streaming on demand su HBO Max dal 27 maggio 2020. L'edizione in italiano della serie è stato distribuito sul servizio in streaming on demand TIMvision dal 15 settembre 2020.